# ایی‌دره
ایی‌دره (به ترکی استانبولی: İyidere) یک منطقهٔ مسکونی و شهرستان در ترکیه است که در استان ریزه واقع شده‌است.